# دوك ريفرز
دوك ريفرز (بالإنجليزية: Doc Rivers)‏ مواليد 13 أكتوبر 1961 في شيكاغو، هو لاعب كرة سلة أمريكي تحول إلى التدريب بعد الاعتزال، وبدأ مسيرته الاحترافية في سنة 1983 كمدرب لفريق لوس أنجلوس كليبرز؛ في الرابطة الوطنية لكرة السلة. ويبلغ طوله 6 قدم 4 بوصة (1.9 م). مثّل منتخب بلاده. وقد اعتزل اللعب في 1996.

## فرق لعب لها
- أتلانتا هوكس
- لوس أنجلوس كليبرز
- نيويورك نيكس
- سان أنطونيو سبرز

## الميداليات
| الميدالية | المسابقة                         |
| --------- | -------------------------------- |
| فضية      | بطولة كأس العالم لكرة السلة 1982 |

## روابط خارجية
- دوك ريفرز على موقع الاتحاد الدولي لكرة السلة (الإنجليزية)
- دوك ريفرز على موقع إن بي أي (الإنجليزية)
- دوك ريفرز على موقع سبورتس رفرنس (الإنجليزية)
- دوك ريفرز على موقع كلية كرة السلة في سبورتس رفرنس.كوم (الإنجليزية)
- دوك ريفرز على موقع ريلجم (الإنجليزية)
- دوك ريفرز على موقع بروبوليرز (الإنجليزية)
- دوك ريفرز على موقع سبورتس رفرنس (الإنجليزية)